# Clayton Antitrust Act
Clayton Antitrust Act var en amerikansk antitrustlag. Den kom 1914, under Wilsonadministrationen, och gjorde det återigen lättare för fackföreningarna, vars läge blev försvårat med Sherman Antitrust Act från 1890.